# Саввіна Ія Сергіївна
Ія Сергіївна Саввіна (рос. Ия Сергеевна Саввина; 2 березня 1936, Воронеж — 27 серпня 2011, Москва) — радянська і російська акторка театру та кіно, народна артистка РРФСР (1976), Народна артистка СРСР (1990).

## Біографія
Ія Саввіна народилася 2 березня 1936 року у Воронежі.
Закінчила факультет журналістики Московського державного університету (1958).
Як актриса Саввіна вийшла зі студентського театру Московського університету, де грала Ліду Матісову у гучній виставі в 1957 року «Така любов» за п'єсою чеського письменника Павела Когоута. В 1960 році у постановці Йосипа Хейфіца на «Ленфільмі» зіграла головну роль в екранізації чехівської «Дами з собачкою».
З 1960 року — актриса академічного театру імені Моссовета, з 1977 — Московського художього театру імені М. Горького (з 1989 — Московського художього театру імені А. П. Чехова). Автор низки кінознавчих нарисів про творчість С. Юрського, М. Ульянова, Н. Ургант, Ф. Раневської, Л. Орлової, про грузинські комедії тощо.
На сцені Художнього театру Саввіна дебютувала в 1977 році в ролі Марії Львівни в «Дачниках». У списку її ролей в МХТ: Вязнікова («Зворотний зв'язок»), Мати («Ельдорадо»), Галина («Качине полювання»), Поліна Андрєєва («Чайка»), Коллонтай («Так переможемо!»), Міленіна («Засідання парткому»), Войницька («Дядя Ваня»), Калерія Федорівна («Срібне весілля»), Ліззі («Московський хор»), Шарлотта («Вишневий сад»), Зінаїда Саввишна («Іванов»), Хлестова («Горе з розуму»), баба Даша («Плач в жменю»), Кабанова («Гроза»), Анфіса («Три сестри»). Саввіна до останнього часу виходила на сцену МХТ в спектаклях «Різдвяні мрії», «Новий американець» і «Кішки-мишки».
Саввіна зіграла кілька десятків ролей в кіно. У числі фільмів з її участю: «Дама з собачкою», «Лагідна», «Історія Асі Клячиної, яка любила, та не вийшла заміж», «Служили два товариші», «Відкрита книга», «Гараж», «Грішниця».
Ії Саввіній в 1990 році було присвоєно звання народної артистки СРСР. У 1983 році вона стала лауреатом Державної премії СРСР, у 1990 році — Державній премії РРФСР. Саввіна нагороджена орденом Дружби і орденом «За заслуги перед Вітчизною» IV ступеня.
У 1994 у режисер Андрій Кончаловський зняв фільм «Курочка Ряба», своєрідне продовження історії про Асю Клячину з фільму «Історія Асі Клячиної, яка любила, та не вийшла заміж», в якому за 25 років до того Савіна зіграла головну роль. Ія Саввіна відмовилася зіграти у фільмі, визнавши сценарій образливим для російського народу. Ознайомившись зі сценарієм, Саввіна тоді сказала Кончаловському: «Ти розумієш, що ти пишеш про російський народ?! Це ж знущання!». У результаті роль Асі зіграла Інна Чурікова.
Померла 27 серпня 2011 року в Москві. Похована на Новодівочому кладовищі.

### Родина
Син — Сергій Шестаков.

## Нагороди
- Ордени «За заслуги перед Вітчизною», Дружби

- Медалі «Ветеран праці», «У пам'ять 850-річчя Москви», «За доблесну працю. В ознаменування 100- річчя  з дня народження Володимира Ілліча Леніна».

- Державна премія СРСР, Державна премія РРФСР імені братів Васильєвих

- Почесне звання «Народна артистка СРСР»